# Fenproporex

Strukturformel för fenoproporex.

Fenproporex, summaformel C12H16N2, är ett centralstimulerande medel som användes för att dämpa aptiten. Det är ett amfetaminderivat som utvecklades under 1960-talet för att behandla fetma.
Substansen är narkotikaklassad och ingår i förteckning P IV i 1971 års psykotropkonvention, samt i förteckning II i Sverige.